# Goldach (Bodensjön)
Goldach är ett vattendrag i Schweiz. Det ligger i den östra delen av landet, 160 km öster om huvudstaden Bern. Goldach mynnar ut i Bodensjön.
I omgivningarna runt Goldach växer i huvudsak blandskog. Runt Goldach är det ganska tätbefolkat, med 214 invånare per kvadratkilometer.